# Johann Heinrich August von Duncker

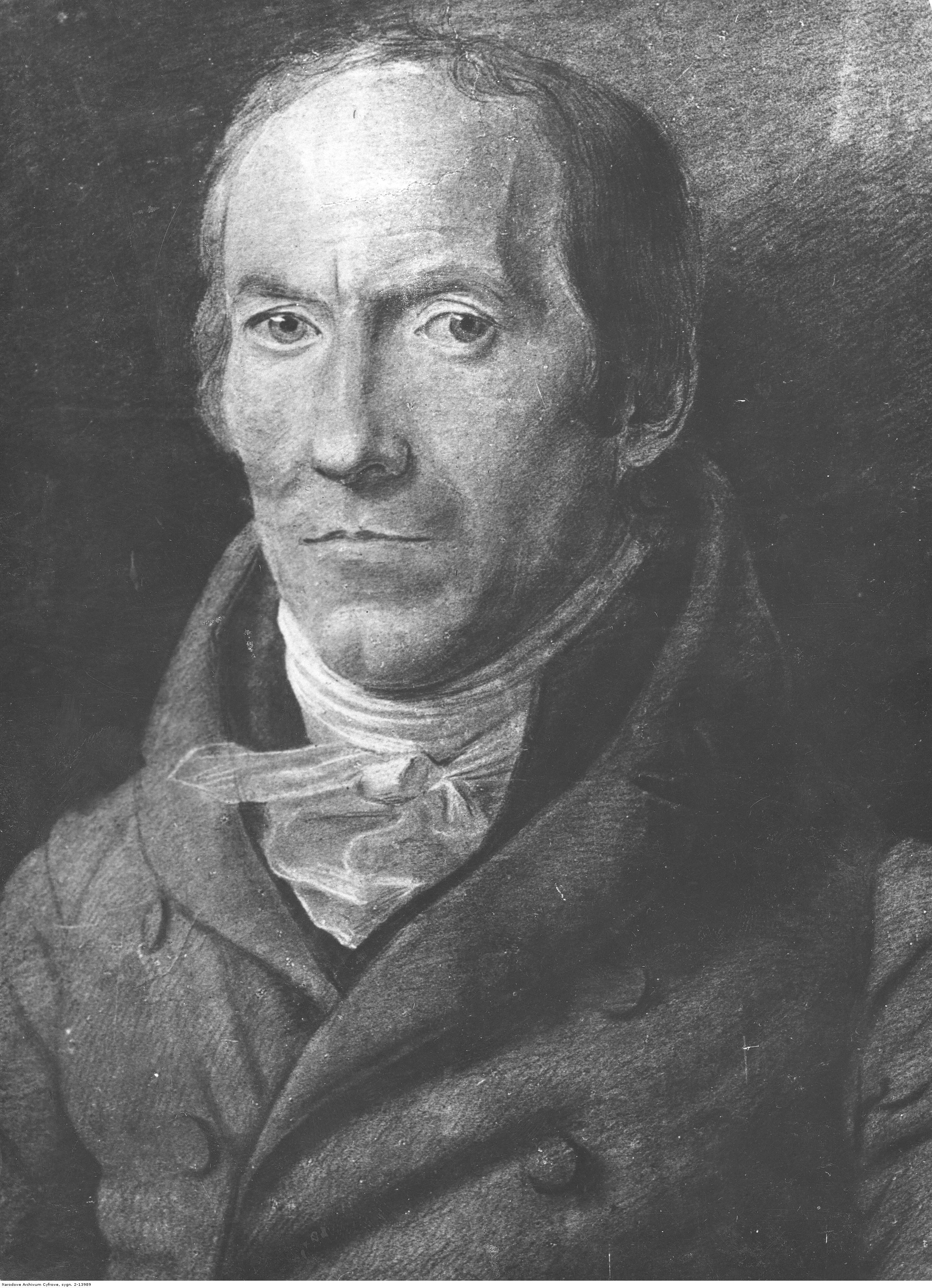
August Duncker (1767–1843)

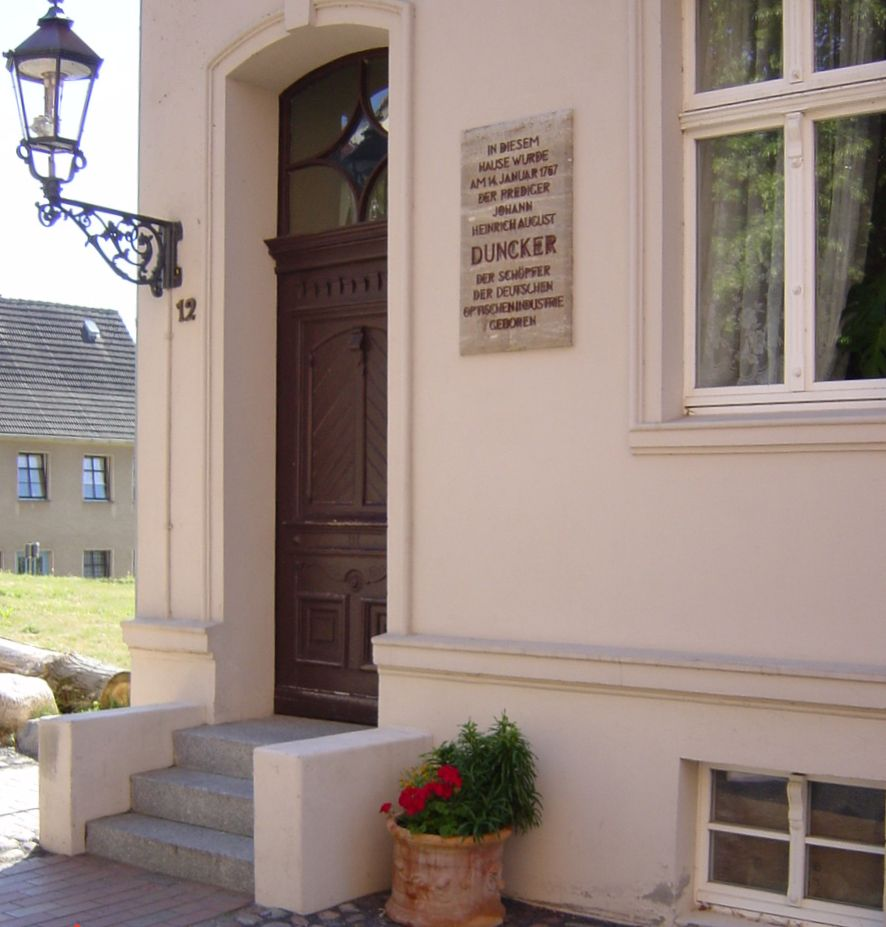
Geburtshaus in Rathenow

Johann Heinrich August Duncker (* 14. Januar 1767 in Rathenow; † 14. Juni 1843 ebenda, Rufname: August) war ein deutscher optischer Industrieller.
August Duncker, Sohn eines Pfarrers, begann 1786 sein Theologiestudium in Halle. Drei Jahre später, 1789, kehrte er nach erfolgreichem Abschluss seines Studiums nach Rathenow zurück. Dort produzierte er im Pfarrhaus Mikroskope und Brillen und verkaufte diese ab etwa 1790.
Am 10. März 1801 eröffnete er zusammen mit dem Garnisonspfarrer Samuel Christoph Wagener die Königlich privilegierte optische Industrie-Anstalt, die späteren Rathenower Optische Werke (ROW). Duncker erfand die Vielschleifmaschine, die er sich auch patentieren ließ. Diese Erfindung erleichterte die Herstellung der benötigten Linsen erheblich, so dass auch die später von ihm eingestellten jugendlichen Schulabgänger ohne große körperliche Mühe in der Produktion tätig sein konnten. Die Vielschleifmaschine sowie die Entwicklung seiner Anstalt – die insbesondere auch durch seinen Sohn Eduard und seinen Enkelsohn Emil Busch vorangetrieben wurde – legten den Grundstein für die Entwicklung der Stadt Rathenow als optischen Industriestandort und gaben ihr den noch heute existierenden Ehrennamen Stadt der Optik.
1820 erkrankte August Duncker an einem Nervenfieber, wahrscheinlich Typhus und lebte bis zu seinem Tod am 14. Juni 1843 in geistiger Umnachtung in Rathenow. Nach seiner Erkrankung übernahm der Sohn Eduard im Alter von 23 Jahren den väterlichen Betrieb. 1845 überließ Eduard seinem Neffen Emil Busch die Führung des Unternehmens. Beide waren gezwungen, durch strukturelle und technologische Änderungen das Unternehmen konkurrenzfähig zu halten.